# Mã vùng DVD

Các vùng DVD

Mã vùng DVD (digital versatile disc) là một phương thức quản lý bản quyền kỹ thuật số được thiết kế để đối tượng nắm giữ bản quyền kiểm soát việc phân phối quốc tế của một DVD, bao gồm nội dung, ngày phát hành, giá cả theo một vùng thích hợp. Điều này đạt được nhờ vào các đầu đọc DVD khóa vùng, nó chỉ phát lại các đĩa DVD được mã hóa cho vùng của chúng (cộng với các đầu đĩa không có mã vùng). DVD Copy Control Association (Hiệp hội Kiểm soát DVD sao chép) Hoa Kỳ cũng yêu cầu các nhà sản xuất đầu đĩa phải kết hợp với hệ thống kiểm soát phát lại theo vùng (RPC). Tuy nhiên ở các đầu đĩa DVD không phân vùng, bỏ qua mã vùng cũng có mặt trên thị trường, và nhiều đầu DVD cũng có thể được sửa đổi để cho không có vùng, cho phép phát lại tất cả các bộ đĩa. DVD có thể sử dụng một mã, nhiều mã (đa vùng) hoặc tất cả các mã (không vùng).

## Mã vùng và quốc gia
| Mã vùng | Khu vực |
| ------- | --- |
| 0       | Toàn cầu |
| 1       | Hoa Kỳ (bao gồm cả Puerto Rico), Canada và Bermuda |
| 2       | Châu Âu (không bao gồm Belarus, Ukraine và Nga), Greenland, Tỉnh hải ngoại và lãnh thổ hải ngoại thuộc Pháp, Thổ Nhĩ Kỳ, Trung Đông, Ai Cập, Eswatini, Lesotho, Nam Phi và Nhật Bản                   |
| 3       | Đông Nam Á, Hàn Quốc, Đài Loan, Hồng Kông và Ma Cao |
| 4       | Mỹ Latinh (ngoại trừ Guyane thuộc Pháp và Puerto Rico), vùng Caribe (ngoại trừ Tây Ấn thuộc Pháp), và Châu Đại Dương (ngoại trừ Polynésie thuộc Pháp, Nouvelle-Calédonie, Wallis và Futuna và Hawaii) |
| 5       | Châu Phi (ngoại trừ Ai Cập, Lesotho, Eswatini, Nam Phi, Mayotte và Réunion), Nga, Belarus, Ukraine, Trung Á, Nam Á, Mông Cổ và Triều Tiên                                                             |
| 6       | Trung Quốc đại lục |
| 7       | Các DVD liên quan đến MPAA và "bản sao phương tiện" của các bản phát hành trước tại Châu Á |
| 8       | Các địa điểm quốc tế như máy bay, tàu du lịch và tàu vũ trụ. |
| ALL     | Các đĩa vùng này có tất cả các thiết đặt từ 1 đến 8, cho phép đĩa được phát ở bất cứ nơi đâu, bất cứ đầu phát nào.                                                                                    |

## Mã vùng đĩa Blu-ray
| Mã vùng  | Khu vực |
| -------- | --- |
| A/1      | Mỹ và vùng phụ thuộc của họ, Hồng Kông, Ma Cao, Đài Loan, Nhật Bản, Triều Tiên và Đông Nam Á                                                                                     |
| B/2      | Châu Phi, Trung Đông, Tây Á, hầu hết Châu Âu, Ukraine, Châu Đại Dương và vùng phụ thuộc của họ                                                                                   |
| C/3      | Trung Á, Trung Quốc đại lục, Mông Cổ, Nam Á, Belarus, Nga, Kazakhstan, Moldova, và vùng phụ thuộc của họ                                                                         |
| ABC/FREE | Thuật ngữ không chính thức là "toàn cầu". Vùng tự do không phải là một thiết lập chính thức; các đĩa mang ký hiệu vùng FREE không có thiết đặt cờ hoặc được cài đặt có cả ba cờ. |